# Erich von Gustedt
Erich Karl Eduard von Gustedt (* 23. Februar 1849 in Dardesheim; † 21. Dezember 1928 in Hannover) war ein preußischer Generalmajor und Ehrenritter des Johanniterordens.

## Leben
Seine Eltern waren der Gutsbesitzer und Landrat Gustav von Gustedt und Clementine, geborene Gräfin von Flemming. Er war mit Johanne Luise, geborene von Nathusius (1851–1934) verheiratet; einer Tochter von August von Nathusius. Das Paar hatte fünf Töchter und einen Sohn.
Nach einer Ausbildung im Kadettenkorps wurde Gustedt dem Westfälischen Dragoner-Regiment Nr. 7 der Preußischen Armee in Stendal überwiesen. Mit diesem Regiment nahm er 1870/71 als Leutnant am Krieg gegen Frankreich teil und wurde mit dem Eisernen Kreuz ausgezeichnet. Ab 1878 stand Gustedt mit dem verlegten Regiment in Saarbrücken. Es folgten weitere Kommandierungen, so an das Militärreitinstitut nach Hannover oder nach Lyck in Ostpreußen. Als Pensionär lebte er in Hannover; dort wurde er auch beerdigt.